# Nederlands Auto Ensemble
Het Nederlands Auto Ensemble was een Nederlands orkest met een bezetting van zowel auto's als muziekinstrumenten en gaf tussen 1984 tot 1987 een aantal optredens in Nederland en Duitsland.
Het Auto Ensemble werd in 1984 in Rotterdam opgericht door de Nederlandse kunstenaar en ontwerper Herbert Verhey en ging dat jaar in première in de Tom Tom Club in die stad.
De partituren waren opgebouwd uit blokken met improvisatieinstructies waarbij de dirigent de mogelijkheid had om elk segment een langere of kortere duur te geven. Verhey maakte gebruik van de geluiden van motoren, autoclaxons, autodeuren en autoradio's, vermengd met zang, saxofoon en percussie. Degenen die de auto's in het orkest bestuurden, waren meestal eerder betrokken geweest bij het Concert For Thirty Cars ('Concert voor 30 autos') van Verhey, uitgevoerd op 23 oktober 1983 op een afgelegen helikopterplatform bij Rotterdam.
Op uitnodiging van het Goethe-Institut trad het Auto Ensemble op 5 september 1985 op in Düsseldorf. De auto's voor die gelegenheid werden bediend door de lokale kunstenaars Marcel Hardung, Adolf Lechtenberg, Julia Lohmann, Gisela Kleinlein en Klaus Richter. De muzikanten waren afkomstig uit Nederland: Marjo Kroese (zang), Bob Stoute (percussie) en Alan Purves (percussie). Een opname van dit concert werd in 1986 op flexidisc uitgegeven door Time Based Arts in Amsterdam.
Voor optredens van het Auto Ensemble in Amsterdam op 13 en 14 juni 1986 werd in het kader van het Festival van de Romantische Esthetiek een drive-in bioscoop ingericht waarbij het Auto Ensemble gebruik maakte van een lokaal radiostation voor het uitzenden van extra geluiden, gesprekken en instructies aan het publiek in hun auto's. De Britse filmregisseurs Richard Heslop en Daniel Landin werden voor die gelegenheid uitgenodigd om in samenwerking met Verhey de film Procar te regisseren en te gebruiken voor achtergrondprojectie. De film werd opgenomen in zwart-wit op 16mm-film en duurde 19 minuten. De geremasterde audio-opname van het evenement werd later de soundtrack van de film. In 1987 werd de film vertoond op het Internationaal filmfestival van Berlijn.
Het laatste optreden van het Auto Ensemble was op 16 augustus 1987, op uitnodiging van de Boulevard of Broken Dreams, een theaterfestival dat dat jaar in 's-Hertogenbosch werd gehouden. Het ensemble werkte voor die gelegenheid samen met de Nederlandse kunstenaar Willem de Ridder, waarbij deze in een radio-uitzending burgers met hun auto naar een parkeerplaats in de stad stuurde om deel te nemen aan het orkest.
Hoewel het ensemble in het najaar van 1987 door Verhey was ontbonden, gaf Verhey op verzoek van Han Reiziger een laatste optreden met het ensemble in juni 1990 in Hilversum voor zijn tv-programma over klassieke en hedendaagse muziek, Reiziger in Muziek. Reiziger - die in 1983 ook het Concert For Thirty Cars had uitgezonden - bestuurde toen een van de auto's van het orkest.